# Kladruby (Rokycanyi járás)
Kladruby település Csehországban, Rokycanyi járásban. Kladruby Bohy, Hlince, Chlum, Mlečice, Hlohovice és Bujesily településekkel határos. Lakosainak száma 160 fő (2024. január 1.).

## Népesség
A település lakosságának változását az alábbi diagram mutatja:
| Lakosok száma | 792  | 639  | 585  | 302  | 172  | 147  | 164  | 161  | 147  | 160  |
|               | 1869 | 1900 | 1921 | 1961 | 1980 | 2011 | 2016 | 2019 | 2021 | 2024 |